# 東中街駅
東中街駅（ひがしちゅうがい-えき）は中華人民共和国遼寧省瀋陽市大東区に位置する瀋陽地下鉄1号線の駅である。

## 駅周辺
- ウォルマート
- 中粮・瀋陽大悦城
- 大東区中医院
- 天龍家園
- 雲頂KTV
- 大東区衛生監督所
- 大東区人民政府

## 歴史
- 2010年9月27日 - 開業。

## 隣の駅
瀋陽地下鉄
■1号線
中街駅 - 東中街駅 - 滂江街駅